# موديلو
موديلو نموذج (بالايطاية modello وجعمها modelli)، من الإيطالية، هي دراسة أو نموذج تحضيري، عادة على نطاق أصغر، لعمل فني أو معماري، خاصة العمل الذي تم إنتاجه للحصول على موافقة المستفيد المكلف. اكتسب هذا المصطلح رواجًا في الأوساط الفنية في توسكانا في القرن الرابع عشر. تختلف التعريفات الحديثة في الأعمال المرجعية إلى حد ما. المصطلحات البديلة والمتداخلة هي "الرسم الزيتي" ( شيزو ) و"الكرتون" للوحات أو النسيج أو الزجاج الملون أو الماكيت أو البلاستيك أو البوزيتو للنحت أو الهندسة المعمارية أو النموذج المعماري.

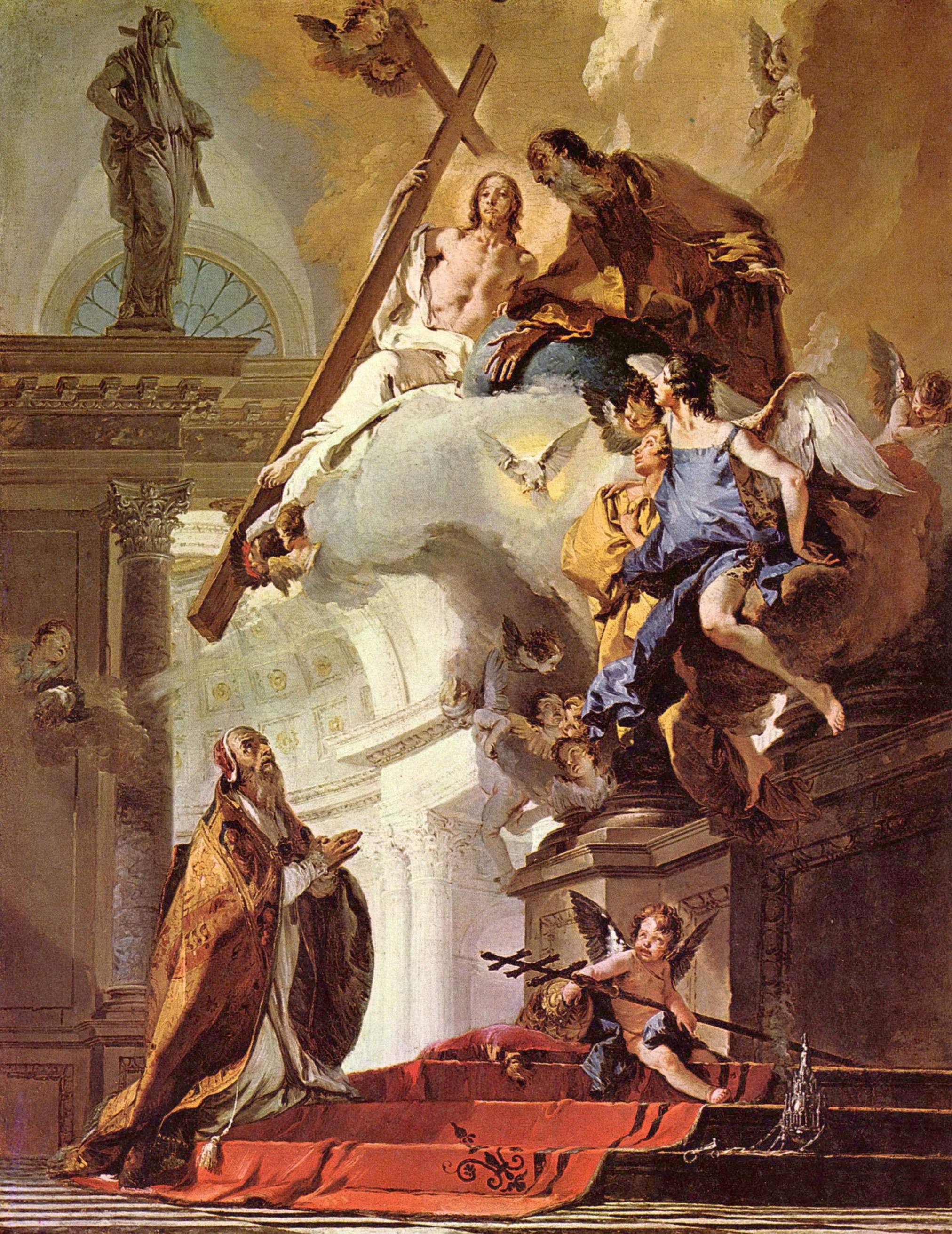
نموذج رسم زيتي من تصميم تيبولو ، 69 × 55 سم، لهذا مذبح

## خلفية
على الرغم من أن الأساقفة ورؤساء الأديرة في الفنون التصويرية القوطية غالبًا ما يتم تمثيلهم وهم يحملون صورًا صغيرة للمباني التي قاموا بتشييدها - "نماذج" بالمعنى الحديث المألوف - يتم استخدام موديلو فقط للقطع التي سبقت تاريخ العمل النهائي، وكانت على الأقل أنتجها الفنان الرئيسي المشارك جزئيًا. المصطلح الأقل شيوعًا ricordo (كلمة إيطالية تعني "سجل" أو "ذاكرة") يعني قطعة مماثلة يتم إنتاجها كنسخة صغيرة بعد الانتهاء من العمل كسجل لورشة العمل. بطبيعة الحال، ليس من السهل دائمًا على مؤرخي الفن أن يقرروا ما إذا كانت قطعة معينة هي واحدة أم أخرى، وخاصة في أواخر عصر النهضة وفترات الباروك، عندما تم عمل عدة إصدارات من اللوحة، قد يكون الريكودو للنسخة الأولية بمثابة المشغل كنموذج للنماذج اللاحقة. لا شك أن النموذج غالبًا ما يتم تعديله بعد اكتمال العمل الرئيسي ليعكس أي تغييرات في التكوين أثناء الرسم، مما يجعله ريكوردو أيضًا؛ عادةً ما يكون من المستحيل على مؤرخي الفن التمييز بين النموذج الذي تم تغييره أثناء إنتاجه الأصلي.

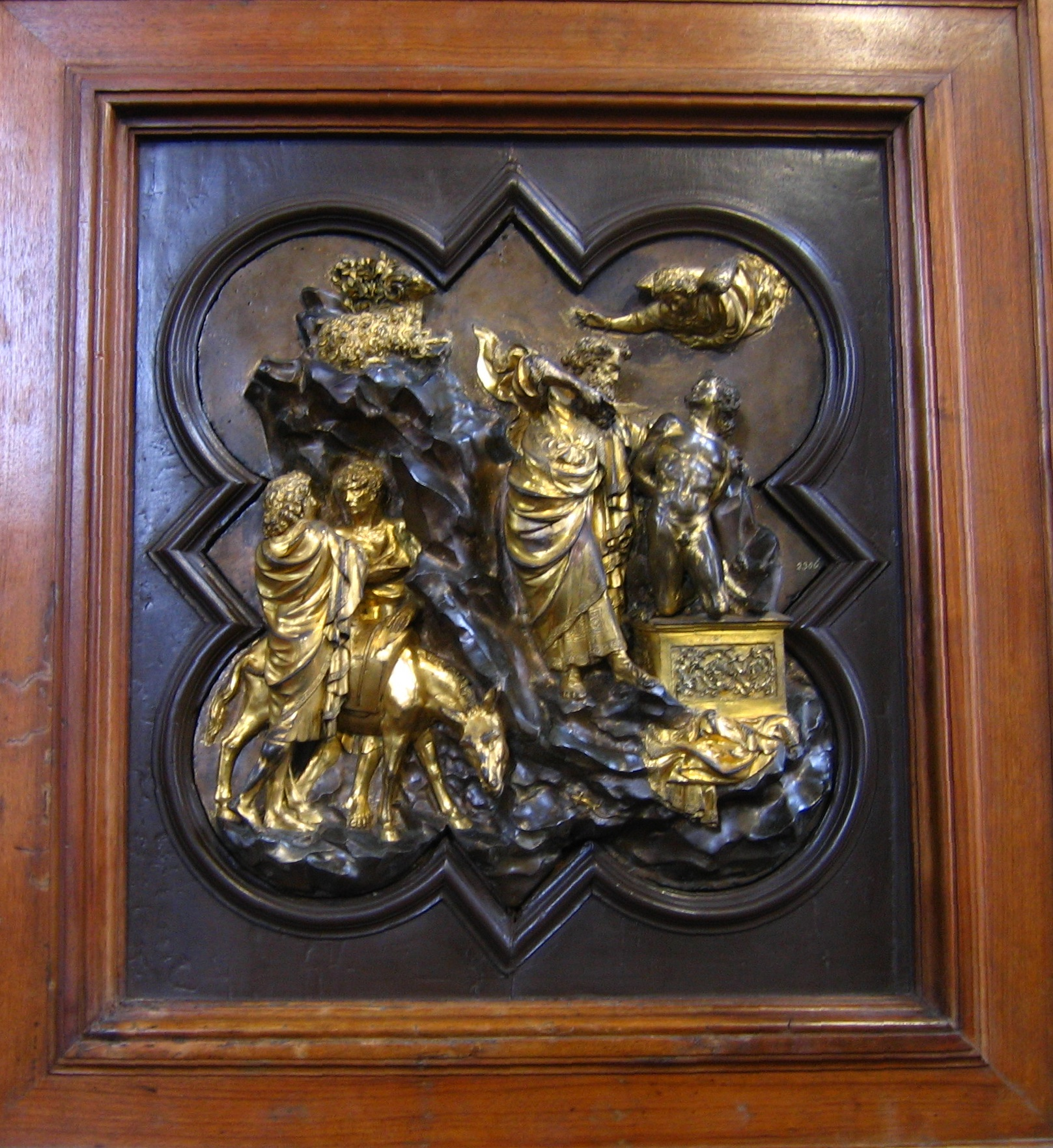
تضحية إسحاق ; نموذج المنافسة الناجح لورنزو جبرتي للأبواب البرونزية لمعمودية فلورنسا، بارجيلو.

تم تصنيف تيبولو الموجود أعلى اليمين على أنه نموذج بواسطة مايكل ليفي، لكن التحقيقات الأخيرة بالأشعة السينية للعمل الضخم النهائي في ميونيخ كشفت أنه في الطلاء السفلي كان أقرب إلى نموذج آخر مختلف تمامًا وأقل اكتمالًا، الآن في معهد كورتولد، وقد تم التأكيد على أن الصورة الموضحة في المعرض الوطني هي ريكوردو. لا يزال المعرض الوطني يصفها بأنها "من المحتمل أن تكون نموذجًا"، ومن المفترض أنها تم إنتاجها بعد بدء العمل بالفعل.
"الكرتون"، الذي سمي على اسم ورق الكرتون المتين الذي تم تنفيذه عليه بشكل عام، يستخدم عادة في رسومات العمل، غالبًا على نطاق كامل، لكن التمييز ليس قاطعًا، وغالبًا ما يتم استخدام مصطلحي الرسوم المتحركة ورسم العمل استعمل بشكل تبادلي. في كثير من الأحيان، على سبيل المثال في المفروشات، يكون النموذج عبارة عن تصميم على نطاق مصغر إلى حد كبير من قبل الفنان الرئيسي، والذي يتم بعد ذلك (بعد موافقة المستفيد) تحويله إلى رسم كاريكاتوري كامل الحجم بواسطة الفنان أو آخرين - ربما مساعديه؛ تعد رسوم رافائيل الكارتونية أشهر الأمثلة القليلة الباقية. ثم عمل النساجون من هذا. يستخدم النموذج بشكل خاص في الفن والهندسة المعمارية الإيطالية الأقدم من أواخر العصور الوسطى فصاعدًا؛ في البداية كانت هذه الرسومات في الغالب، ربما مع بعض الألوان من الطباشير أو الألوان المائية، أو مع الألوان المشار إليها بالكتابة. سيتم دائمًا استخدام المصطلح الضئيل نموذج صغير للإصدارات الصغيرة الحجم. باعتبارها كلمة إيطالية، قد تتم طباعة النموذج بخط مائل، أو لا. النسخة الفرنسية من الكلمة، modèle، يمكن استخدامها في الأعمال الفرنسية، وعادة ما تكون مكتوبة بخط مائل.
خاصة في حالة الرسومات الزيتية، يتم تقدير العديد من النماذج بشكل كبير في حد ذاتها، لأنها قد تظهر حرية في التنفيذ ونضارة الإلهام المفقود في العمل النهائي، وقد تظهر أيضًا تغييرات في التكوين من العمل النهائي، مما يلقي الضوء في عملية الإبداع الفني. قد يتم تسجيل المراحل الأولى من العملية الإبداعية في "رسومات تحضيرية" أو "دراسات"، إما للتكوين بأكمله، أو جزء منه، مثل الشكل الفردي.

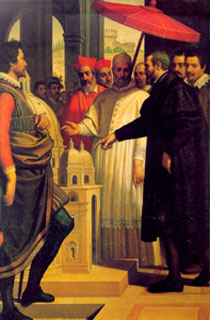
يُظهر مايكل أنجلو للبابا يوليوس الثاني نموذجه لكنيسة القديس بطرس في هذا الانطباع الفني الذي يعود إلى القرن التاسع عشر

## أمثلة
مثال على نموذج لدورة جدارية، والتي تم إنقاذها لقيمتها الجوهرية موجود في حياة روسو فيورنتينو لجورجيو فاساري : يذكر فاساري أن نموذجًا للوحات الجدارية لروسو في سانتا ماريا ديلي لاجريم، أريتسو، تم تنفيذه بواسطة روسو لـ جيوفاني بولاسترا، مخترع البرنامج المعقد هناك، "نموذج جميل لكل الأوبرا، والذي هو اليوم في منازلنا في أريتسو." كان النموذج الأولي زاهى الألوان على شكل نموذج ثلاثي الأبعاد مطلي مهمًا بشكل خاص للحكم مسبقًا على التأثير النهائي لمنظورات خداعية وهمية على الأسطح المنحنية للأسقف المقببة، مثل أندريا بوزو، متقن الخدع الوهمية السقف، مذكور في كتابه المنظور التصويري والمهندس المعماري (1700–17).
تعرض العديد من النماذج نسخًا من الأعمال التي لم يتم تحقيقها فعليًا أو تم فقدها. ومن الأمثلة الشهيرة التصاميم البديلة التي تم إنتاجها لمسابقة عام 1401 لتصميم الأبواب الشمالية لمعمودية فلورنسا . فاز لورنزو غيبرتي بفوزه على ستة فنانين آخرين، من بينهم فيليبو برونليسكي ودوناتيلو وجاكوبو ديلا كويرسيا؛ بقيت النماذج، في لوحة واحدة، من النموذجين الأولين المسميين (بارجيلو – الصورة أعلاه).

هناك نماذج بديلة غير محققة للعديد من المباني الشهيرة، بما في ذلك كاتدرائية القديس بطرس وروما و"النموذج العظيم" لكاتدرائية القديس بولس في لندن، والتي تُظهر تصميمًا مختلفًا للسير كريستوفر رين عن ذلك الذي تم بناؤه بالفعل. عند قبولها، تم الاحتفاظ بهذه النماذج أثناء العمل، كتعبيرات ملموسة عما كان متوقعًا بموجب شروط العقد، وبعد ذلك تم حفظها في المخزن من خلال الإهمال المفيد.

## أنظر أيضا
بنتيمنتو